# Can Cantí
Can Cantí és una casa d'Amer (Selva) inclosa a l'Inventari del Patrimoni Arquitectònic de Catalunya.

## Descripció
Immoble de tres plantes, entre mitgeres, cobert amb una teulada a dues aigües de vessants a façana. Està ubicat al costat esquerre del carrer Girona.
La façana principal és la que dona al carrer Girona i està estructurada internament en dues crugies. La planta baixa consta de dues obertures: a la dreta tenim el portal quadrangular d'accés el qual ha perdut els muntants de pedra i només conserva la llinda monolítica de pedra sorrenca, en la qual s'observa la data de "1 7 4 3". A l'esquerra tenim una finestra rectangular amb llinda monolítica i muntants de pedra sorrenca.
En el primer pis trobem dues obertures de similar tipologia, és dir dues finestres rectangulars equipades amb llinda monolítica, muntants de pedra i ampit treballat. Tots tres elements de pedra sorrenca. En la llinda de la finestra de la dreta podem contemplar una inscripció de difícil interpretació, però que fa al·lusió al constructor de la casa:"Y A U M E C O L L? / M E F E C I T".
En el segon pis tenim dues finestres quadrangulars totalment irrellevants, ja que no han rebut cap tractament destacat.
Tanca la façana en la part superior un ràfec prominent format per quatre fileres: la primera de rajola plana, la segona de teula, la tercera de rajola plana i la quarta de teula.
La majoria d'edificis del carrer Girona comparteixen entre ells tota una sèrie de paral·lelismes compositius, estructurals i formals molt evidents. I és que en tots nou (Vegeu fitxa de Can Passallops), (Vegeu fitxa de Can Plana), (Vegeu fitxa de Can Janic Casals), (Vegeu fitxa de Can Japic), (Vegeu fitxa de Can Cisteller de Dalt), (Vegeu fitxa de Ca l'Estarder), (Vegeu fitxa de Can Pere de la Quima) i (Vegeu fitxa de Can Paradís) trobem tota una sèrie de trets comuns i similituds com ara la façana estructurada en dues crugies; la coberta prima, per sobre de tot, la projecció a dues aigües de vessants a façana -a excepció de Can Japic que la coberta és d'una sola aigua de vessant a façana; la majoria d'immobles consten de tres plantes - a excepció de Can Pere de la Quima que en té quatre-; proliferen per tota la façana un gran nombre de balconades equipades amb les seves respectives baranes de ferro forjat; el sistema d'obertures tendeix a ser el mateix, en el qual sobresurt el portal quadrangular d'accés equipat amb llinda monolítica i muntants de pedra ben treballats i escairats; la pedra sol tenir poc acta de presència en les façanes - a excepció de Can Passallops i Can Pere de la Quima en les façanes dels quals queda completament a la vista les pedres fragmentades i els còdols de riu- i la trobem concentrada específicament en les llindes, muntants i ampits de les diverses obertures; el tipus de pedra per excel·lència i que té més difusió és la pedra sorrenca, mentre que la pedra nomolítica o pedra calcària de Girona té poc protagonisme.

## Història
L'immoble actual ofereix un magnífic estat de conservació que es deu a les obres periòdiques de manteniment i condicionament que se solen dur a terme en tots els edificis per tal d'assegurar la seva preservació. Paral·lelament en el context d'aquestes obres, les quals es van materialitzar a principis del segle aproximadament, es va procedir a arrebossar i pintar completament de nou tota la façana, cosa que va provocar que el portal quadrangular d'accés perdés els muntants de pedra, conservant tan sols la llinda monolítica.
Comparant fotografies actuals amb antigues, s'observa que en origen el portal estava equipat amb llinda monolítica de grans dimensions i muntants de pedra sorrenca ben tallats i escairats.
El carrer Girona, on trobem inscrit aquest immoble, pertany a un dels barris més importants d'Amer com és El Pedreguet. Es tracta d'un barri emblemàtic que té en el carrer Girona un dels seus màxims exponents, com així ho acredita el fet de ser una de les principals artèries del nucli des de l'edat mitjana, com també ser l'eix vertebrador del barri.